# Лос-Текес
Лос-Те́кес (исп. Los Teques) — город в Венесуэле. Административный центр штата Миранда и муниципалитета Гуаикаипуро. Расположен в 25 км к юго-западу от Каракаса на берегу реки Рио-Сан-Педро. Население города — 159 532 чел. (2015).

## История
Город был основан в 1777 году и назван в честь одного из племён карибов — коренного племени, когда-то населявшего эту местность. В феврале 1927 года столицу штата Миранда перенесли из Петаре в Лос-Текес.

## География
Температура колеблется от 18 °C до 26 °C.

## Транспорт
3 ноября 2006 года президент Уго Чавес открыл метрополитен Лос-Текеса, который вошёл метрополитен Каракаса.